# Ryo Kanazawa
Ryo Kanazawa (金沢 亮 Kanazawa Ryo?), född 19 oktober 1988 i Kyoto prefektur, är en japansk före detta fotbollsspelare.
Kanazawa började sin karriär 2007 i JEF United Chiba. Han spelade 3 ligamatcher för klubben. Han avslutade karriären 2010.